# Mahanadi

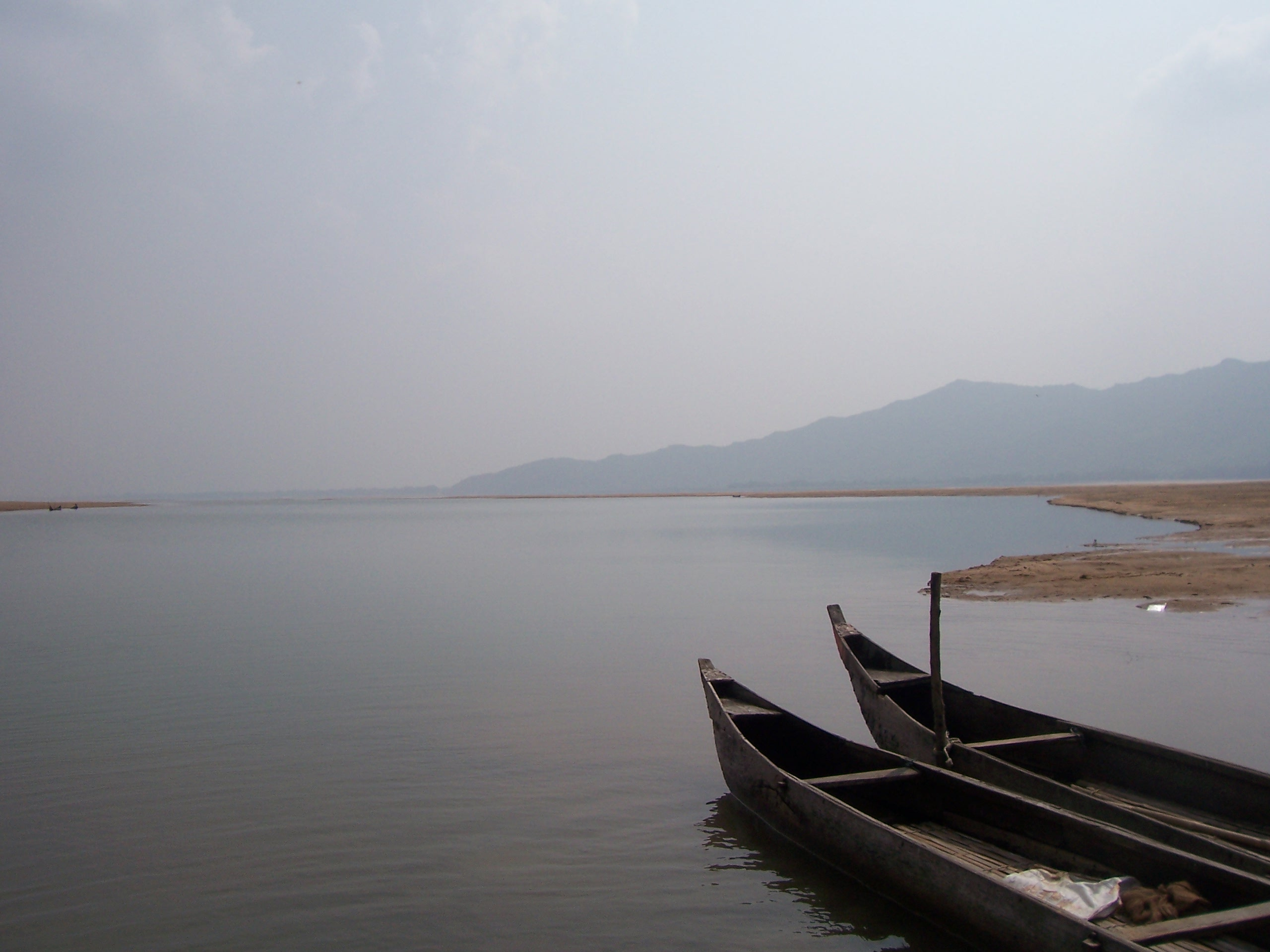
Mahanadi in de buurt van Cuttack

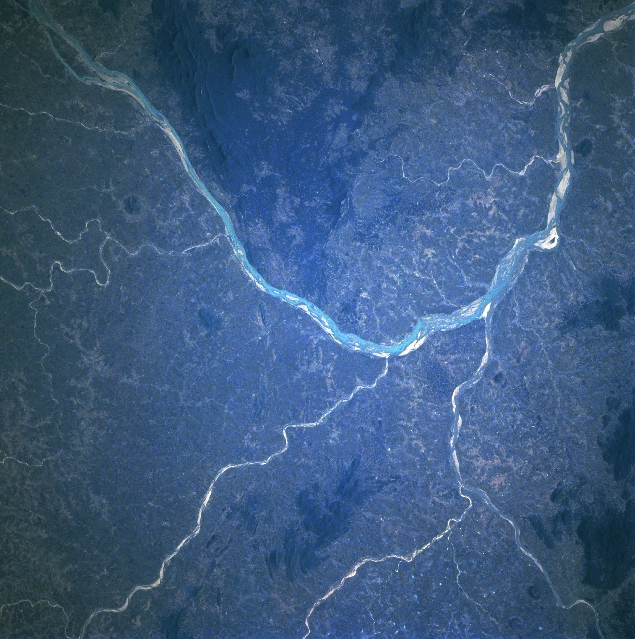
Satellietfoto van de Mahanadi ter hoogte van het district Sambalpur

De Mahanadi (letterlijk: Grote rivier) (Oriya: ମହାନଦୀ) is een belangrijke rivier in het oosten van Centraal-India. De rivier heeft een totale lengte van 900 km en verzorgt de afwatering van een gebied van ongeveer 132.100 km².. De Mahanadi stroomt door de staten Chhattisgarh en Odisha en mondt uit in de Golf van Bengalen.

## Loop
De rivier ontspringt in het zuiden van Chhattisgarh, in het district Dhamtari, ten zuiden van de plaats Nagri. In de heuvels hier ontspringen ook meerdere zijrivieren van de Mahanadi. De rivier stroomt hiervandaan naar ruwweg het noordoosten, ten oosten van Raipur. Wanneer de rivier de Seonath zich met de Mahanadi verenigt wordt de Mahanadi beduidend breder en stroomt hij verder naar het oosten, waar onder andere de rivier de Hasdo in de Mahanadi stroomt.
Bij de grens van Odisha komt de Mahanadi in het stuwmeer van Hirakud uit. Nadat de rivier de Hirakuddam gepasseerd heeft, stroomt deze door de stad Sambalpur en verder naar het zuiden. Ongeveer waar de rivier de Tel in de Mahanadi stroomt, bij Subarnapur, buigt de Mahanadi weer naar het oosten. Voorbij Bauda stroomt de rivier door de Oost-Ghats en de Satkosia-kloof.
Voorbij de Oost-Ghats stroomt de Mahanadi de brede kustvlakte van Odisha op en komt uiteindelijk in Cuttack uit, de op een na grootste stad van Odisha. Vanaf hier is de rivier ook bevaarbaar.

## Delta

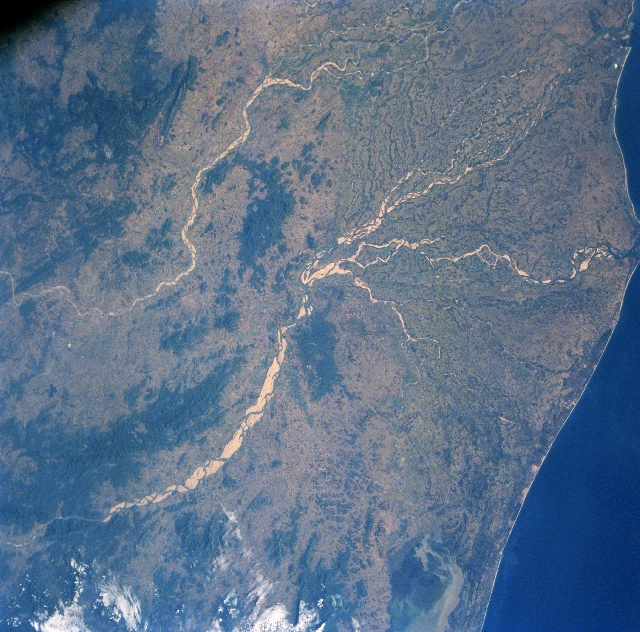
De Mahanadi-delta

Bij Cuttack begint de uitgebreide delta van de Mahanadi, waar de Mahanadi zich splitst in meerdere grote en kleinere takken. Het noorden van de delta is tevens de delta van de rivier de Brahmani en de kust van de delta heeft een lengte van bijna 300 km. De hoofdtak van de Mahanadi mondt bij Paradip, in het district Jagatsinghpur, uit in de Golf van Bengalen.
De delta is zeer vruchtbaar, daarom ook dichtbevolkt, en vatbaar voor overstromingen.
- Gemeinsame Normdatei: 7535302-7
- Library of Congress Control Number: sh92002076
- Nationale Bibliotheek van Tsjechië: ge896091
- Nationale Bibliotheek van Israël: 987007553837005171
- Virtual International Authority File: 244319737